# Gerichtsbezirk Sarnthal
Der Gerichtsbezirk Sarnthal war ein dem Bezirksgericht Sarnthal unterstehender Gerichtsbezirk in der Gefürsteten Grafschaft Tirol. Der Gerichtsbezirk umfasste das Sarntal und gehörte zum Bezirk Bozen. Der Gerichtsbezirk gehörte dabei zu den bevölkerungsärmsten Gerichtsbezirken Tirols. Nach dem Ersten Weltkrieg musste Österreich den gesamten Gerichtsbezirk an Italien abtreten. Das Gebiet des ehemaligen Gerichtsbezirks Sarnthal ist heute Teil der Bezirksgemeinschaft Salten-Schlern.

## Geschichte
Der Gerichtsbezirk Sarnthal wurde durch eine 1849 beschlossene Kundmachung der Landes-Gerichts-Einführungs-Kommission geschaffen und umfasste ursprünglich die vier Gemeinden Durnholz, Pens, Reinswald und Sarnthein.
Der Gerichtsbezirk Sarnthal bildete im Zuge der Trennung der politischen von der judikativen Verwaltung
ab 1868 gemeinsam mit den Gerichtsbezirken Bozen, Kaltern, Klausen, Neumarkt und Kastelruth den Bezirk Bozen.
Der Gerichtsbezirk wies 1869 eine Bevölkerung von 3.677 Personen auf.
1910 wurden für den Gerichtsbezirk 3.881 Personen ausgewiesen, von denen 3.842 Deutsch (89,0 %) und 21 Italienisch oder Ladinisch (0,5 %) als Umgangssprache angaben.
Durch die Grenzbestimmungen des am 10. September 1919 abgeschlossenen Vertrages von Saint-Germain wurde der Gerichtsbezirk Sarnthal zur Gänze Italien zugeschlagen.

## Gerichtssprengel
Der Gerichtssprengel umfasste vor dem Ende des Ersten Weltkriegs lediglich die Gemeinde Sarnthal, wobei die ursprünglich vier selbständigen Gemeinden des Tals zu einer Gemeinde zusammengeschlossen worden waren.